# Jiřetín pod Jedlovou
Jiřetín pod Jedlovou település Csehországban, Děčíni járásban. Jiřetín pod Jedlovou Kytlice, Svor, Horní Podluží, Dolní Podluží és Rybniště településekkel határos. Lakosainak száma 665 fő (2024. január 1.).

## Népesség
A település lakosságának változását az alábbi diagram mutatja:
| Lakosok száma | 3392 | 3275 | 2654 | 1039 | 776  | 647  | 638  | 672  | 682  | 665  |
|               | 1869 | 1900 | 1921 | 1961 | 1980 | 2011 | 2016 | 2019 | 2021 | 2024 |